# Маріан Чейс
Меріан Чейс (31 жовтня 1896 — 19 липня 1970) — одна із засновниць сучасної танцювальної терапії.
Меріан Чейс народилася 31 жовтня 1896 року в Провіденсі, штат Род-Айленд, у сім'ї Деніела Чемпліна Чейса, журналіста та редактора, та Гаррієт Едгаретти (Нортроп) Чейс. Її молодшими братами та сестрами були Марджорі (899—1991), Олів (1905—1977) та Едгар Нортроп Чейс (1905—1977).
Вона вивчала сучасні танці та хореографію у Теда Шона та Рут Сен-Дені в школі танцю Denishawn і почала працювати танцювальною виконавицею. Пізніше вона переїхала до Вашингтона, округ Колумбія, і відкрила власну студію. Розвиваючи своє вчення, вона вважала, що тіло і розум взаємопов'язані, і на це вплинула робота Гаррі Стека Саллівана.
Вона почала викладати у Вашингтоні, округ Колумбія, і дивувалася, чому люди, які не хотіли бути професійними танцівниками, продовжували відвідувати уроки танців. Вона почала змінювати свої методи навчання, уважно спостерігаючи за своїми учнями. Її студенти повідомили про гарне самопочуття, яке зацікавило місцевих лікарів, деякі з Національних інститутів здоров'я, які почали посилати деяких своїх пацієнтів до неї на заняття. Її підхід розвинувся у використанні дій тіла, символіки, взаємозв'язку терапевтичного руху та ритмічної групової діяльності, коли вона зрештою приєдналася до персоналу лікарні Св. Єлизавети на південному сході Вашингтона та навчалася у Вашингтонській школі психіатрії. Чейс викладала у школах і лікарнях, пропагуючи та читаючи лекції про терапевтичні переваги танцю/тілесних рухів.
Вона багато років працювала з пацієнтами в Chestnut Lodge в Роквіллі, штат Меріленд. Вона кілька років викладала в музичній школі Turtle Bay у Нью-Йорку. В 1966 році разом з іншими вона сприяла заснуванню Американської асоціації танцювальної терапії та стала її першою президенткою.